# Zwesche Salzjebäck un Bier
Zwesche Salzjebäck un Bier (Kölsch für „Zwischen Salzgebäck und Bier“) ist das fünfte Studioalbum der Kölner Rockband BAP. Es erschien 1984 bei EMI Electrola und war vom 22. Juni bis 5. Juli 1984 auf Platz Nr. 1 der deutschen Albumcharts.

## Hintergrund
Das Album wurde, wie bereits das Vorgänger-Studioalbum Vun drinne noh drusse, im März/April 1984 in Hennef (Sieg) im Tonstudio Rüssmann eingespielt und abgemischt. Kommerziell war Zwesche Salzjebäck un Bier nicht ganz so erfolgreich wie Vun drinne noh drusse, sprang jedoch auch diesmal wieder von Null auf 1 in den deutschen Albumcharts.
Die Tournee zum Album begann am 15. und 16. Juni 1984 mit zwei Konzerten im Archäologischen Park in Xanten. Sie wurden vom ZDF aufgezeichnet und später in einer Zusammenfassung gesendet. Die Tour dauerte bis zum Februar 1985 und übertraf von der Zuschauerresonanz her noch die von 1982/83. Aufgrund eines gebrochenen Fingers musste Bassist Steve Borg während der Tournee durch Axel „Fisch“ Risch ersetzt werden.

## Songs
Zum ersten Mal nach Affjetaut 1980 waren wieder alle Lieder des Albums Eigenkompositionen, die sich jedoch voneinander in ihren Arrangements stärker als die Songs der bisherigen Alben unterscheiden. So ging BAP musikalisch neue Wege und benutzte, anders als bei den bisherigen eher rockigen Songs bzw. Rockballaden, zusätzliche Musikinstrumente. Auf Drei Wünsch frei spielt Manfred „Schmal“ Boecker Saxophon. Für Diss Naach ess alles drinn holte man sich die Unterstützung des Trompeters Markus Stockhausen (Sohn von Karlheinz Stockhausen), während auf Schloof Jung, schloof joot die Sitar von Gastmusiker Peter Bursch zu hören ist. Bei Sendeschluss benutzt Gitarrist Klaus 'Major' Heuser die klassische akustische Gitarre und wird dabei von einem Streichorchester begleitet. Zofall un e janz klei' bessje Glöck klingt absichtlich etwas „schmutziger“ und sollte an die Rolling Stones erinnern.
Was die Texte angeht, herrscht auf fast allen Songs eine etwas negative Grundstimmung, was mit den geänderten Lebensumständen von Wolfgang Niedecken vom Junggesellen zum verheirateten Familienvater zusammenhing. So haben Bahnhofskino und Drei Wünsch frei einen sehr apokalyptischen Unterton, der von Weltuntergang und Resignation handelt, während in Diss Naach ess alles drinn und Sendeschluss von den Alltagssorgen Jugendlicher gesungen wird; aus dem Lied Sendeschluss stammt auch der Titel des Albums: „Drusse rähnt et, Mama schlööf zwesche Salzjebäck un Bier.“ (dt.: „Draußen regnet es, Mama schläft zwischen Salzgebäck und Bier.“). Jojo und Zofall un e janz klei' bessje Glöck handeln von gescheiterten Existenzen (Huren, Spätheimkehrern) und deren Lebensumständen. Deshalv spill' mer he beschreibt die Situation im damals geteilten Deutschland und war der Grund für die Absage der DDR-Tour Anfang 1984. Einzig das letzte Lied auf dem Album Schloof Jung, schloof joot, ein persönliches Schlaflied für Wolfgang Niedeckens damals neugeborenen Sohn, strömt einen gewissen Optimismus aus.

## Titelliste
1. Bahnhofskino – (BAP, W. Niedecken) – 6:48
2. Drei Wünsch frei – (BAP, W. Niedecken) – 5.25
3. Diss Naach ess alles drinn – (BAP, W. Niedecken) – 5.32
4. Sendeschluss – (BAP, W. Niedecken) – 5.48
5. Alexandra, nit nur do – (BAP, W. Niedecken) – 5.50
6. Jojo – (BAP, W. Niedecken) – 4.43
7. Zofall un e janz klei' bessje Glöck – (BAP, W. Niedecken) – 3:48
8. Deshalv spill' mer he – (BAP, W. Niedecken) – 5:08
9. Schloof Jung, schloof joot – (BAP, W. Niedecken) – 3:12

Das Album erschien am 25. August 2006 erneut bei EMI als „Digital Remastered CD“ inklusive einer zweiten CD mit Bonusmaterial.
1. Nackt im Wind (Wolfgang Niedecken solo Ur-Version, Schladming, 1985) – (W. Niedecken)
2. Nackt im Wind (Band für Afrika, Single, 1985) – (H. Grönemeyer, W. Niedecken)
3. Drei Wünsch frei (Live, Köln, 1988) – (BAP, W. Niedecken)
4. Sendeschluss (mit Streichorchester Live, "Bei Bio", WDR Köln, 1984) – (BAP, W. Niedecken)
5. Alexandra, nit nur do (Live, Köln, 1988) – (BAP, W. Niedecken)

## Single-Auskopplungen
1. Drei Wünsch frei / Sendeschluss
2. Alexandra, nit nur do / Zofall un e janz klei' bessje Glöck